# Campeonato Nacional de FULL
El Campeonato Nacional de FULL (FULL National Championship, en inglés) es un campeonato de lucha libre profesional creado y utilizado por la Federación Universitaria de Lucha Libre y la empresa profesional Wrestling Superstar. El campeón actual es Andrew Monrroy quien se encuentra en su primer reinado.

## Historia

### Origen
El campeonato fue implementado en FULL debido a que el anterior título (Campeonato Mundial de FULL) se encontraba en contienda en el Consejo Mundial de Lucha Libre en México, siendo Chiko Draker su primer campeón, el campeonato fue defendido y cambio de manos en todo Chile.

### Wrestling Superstar
El campeonato pasó a ser defendido en 2015 en la empresa profesional Wrestling Superstar el 13 de diciembre del 2015 cuando el luchador Álex Gero lo ganó en una batalla real de 20 hombres.
Marty Scurll lo ganó el 15 de julio de 2018, defendiéndolo en Estados Unidos y el Reino Unido hasta el cierre de operaciones de FULL debido a las contingencias sanitarias el 9 de marzo del 2020 dejándolo vacante.

### Reactivación
El Campeonato volvió a activarse el 19 de febrero de 2022 luego con al victoria de AJF en el Torneo del Desierto 2022.
|  | Octavos de final | Octavos de final | Octavos de final |                |          | Cuartos de final | Cuartos de final | Cuartos de final |  |                | Semifinales    | Semifinales | Semifinales |     |  | Final | Final | Final |  |
|  |                  |                  |                  |                |          |                  |                  |                  |  |                |                |             |             |     |  |       |       |       |  |
|  |                  |                  |                  |                |          |                  |                  |                  |  |                |                |             |             |     |  |       |       |       |  |
|  | Automata         | Automata         | Pin              |                |          |                  |                  |                  |  |                |                |             |             |     |  |       |       |       |  |
|  | Automata         | Automata         | Pin              |                |          |                  |                  |                  |  |                |                |             |             |     |  |       |       |       |  |
|  | Gran Mac         | Gran Mac         | -                |                |          |                  |                  |                  |  |                |                |             |             |     |  |       |       |       |  |
|  | Gran Mac         | Gran Mac         | -                |                | Autómata | Autómata         | Pin              |                  |  |                |                |             |             |     |  |       |       |       |  |
|  |                  |                  |                  |                | Autómata | Autómata         | Pin              |                  |  |                |                |             |             |     |  |       |       |       |  |
|  |                  |                  | Sandro           | Sandro         | -        |                  |                  |                  |  |                |                |             |             |     |  |       |       |       |  |
|  | Sandro           | Sandro           | Sandro           | Sandro         | -        | Sumisión         |                  |                  |  |                |                |             |             |     |  |       |       |       |  |
|  | Sandro           | Sandro           |                  |                |          |                  |                  |                  |  |                |                |             |             |     |  |       |       |       |  |
|  | Kaempfer         | Kaempfer         | -                |                |          |                  |                  |                  |  |                |                |             |             |     |  |       |       |       |  |
|  | Kaempfer         | Kaempfer         | -                |                |          |                  |                  |                  |  | Sandro         | Sandro         | Pin         |             |     |  |       |       |       |  |
|  |                  |                  |                  |                |          |                  |                  |                  |  | Sandro         | Sandro         | Pin         |             |     |  |       |       |       |  |
|  |                  |                  | AFJ              | AFJ            | -        |                  |                  |                  |  |                |                |             |             |     |  |       |       |       |  |
|  | Pablo el Bravo   | Pablo el Bravo   | AFJ              | AFJ            | -        | Pin              |                  |                  |  |                |                |             |             |     |  |       |       |       |  |
|  | Pablo el Bravo   | Pablo el Bravo   |                  |                |          |                  |                  |                  |  |                |                |             |             |     |  |       |       |       |  |
|  | Reus             | Reus             | -                |                |          |                  |                  |                  |  |                |                |             |             |     |  |       |       |       |  |
|  | Reus             | Reus             | -                |                | Reus     | Reus             | Pin              |                  |  |                |                |             |             |     |  |       |       |       |  |
|  |                  |                  |                  |                | Reus     | Reus             | Pin              |                  |  |                |                |             |             |     |  |       |       |       |  |
|  |                  |                  | AFJ              | AFJ            | -        |                  |                  |                  |  |                |                |             |             |     |  |       |       |       |  |
|  | Carbone San      | Carbone San      | AFJ              | AFJ            | -        | Pin              |                  |                  |  |                |                |             |             |     |  |       |       |       |  |
|  | Carbone San      | Carbone San      |                  |                |          |                  |                  |                  |  |                |                |             |             |     |  |       |       |       |  |
|  | AFJ              |                  |                  |                |          |                  |                  |                  |  |                |                |             |             |     |  |       |       |       |  |
|  |                  |                  |                  |                |          |                  |                  |                  |  |                |                | AFJ         | AFJ         | Pin |  |       |       |       |  |
|  |                  |                  |                  |                |          |                  |                  |                  |  |                |                |             |             | Pin |  |       |       |       |  |
|  |                  |                  | Andrew Monrroy   | Andrew Monrroy | -        |                  |                  |                  |  |                |                |             |             |     |  |       |       |       |  |
|  | Visitante        | Visitante        | Andrew Monrroy   | Andrew Monrroy | -        | Pin              |                  |                  |  |                |                |             |             |     |  |       |       |       |  |
|  | Visitante        | Visitante        |                  |                |          |                  |                  |                  |  |                |                |             |             |     |  |       |       |       |  |
|  | JGarrick         | JGarrick         | -                |                |          |                  |                  |                  |  |                |                |             |             |     |  |       |       |       |  |
|  | JGarrick         | JGarrick         | -                |                | JGarrick | JGarrick         | Pin              |                  |  |                |                |             |             |     |  |       |       |       |  |
|  |                  |                  |                  |                | JGarrick | JGarrick         | Pin              |                  |  |                |                |             |             |     |  |       |       |       |  |
|  |                  |                  | Andrew Monrroy   | Andrew Monrroy | -        |                  |                  |                  |  |                |                |             |             |     |  |       |       |       |  |
|  | Hank Davison     | Hank Davison     | Andrew Monrroy   | Andrew Monrroy | -        | Pin              |                  |                  |  |                |                |             |             |     |  |       |       |       |  |
|  | Hank Davison     | Hank Davison     |                  |                |          |                  |                  |                  |  |                |                |             |             |     |  |       |       |       |  |
|  | Andrew Monrroy   | Andrew Monrroy   | -                |                |          |                  |                  |                  |  |                |                |             |             |     |  |       |       |       |  |
|  | Andrew Monrroy   | Andrew Monrroy   | -                |                |          |                  |                  |                  |  | Andrew Monrroy | Andrew Monrroy | Pin         |             |     |  |       |       |       |  |
|  |                  |                  |                  |                |          |                  |                  |                  |  | Andrew Monrroy | Andrew Monrroy | Pin         |             |     |  |       |       |       |  |
|  |                  |                  | Billy B          | Billy B        | -        |                  |                  |                  |  |                |                |             |             |     |  |       |       |       |  |
|  | Rey Lempira      | Rey Lempira      | Billy B          | Billy B        | -        | Pin              |                  |                  |  |                |                |             |             |     |  |       |       |       |  |
|  | Rey Lempira      | Rey Lempira      |                  |                |          |                  |                  |                  |  |                |                |             |             |     |  |       |       |       |  |
|  | Billy B          | Billy B          | -                |                |          |                  |                  |                  |  |                |                |             |             |     |  |       |       |       |  |
|  | Billy B          | Billy B          | -                |                | Billy B  | Billy B          | Pin              |                  |  |                |                |             |             |     |  |       |       |       |  |
|  |                  |                  |                  |                | Billy B  | Billy B          | Pin              |                  |  |                |                |             |             |     |  |       |       |       |  |
|  |                  |                  | Trox             | Trox           | -        |                  |                  |                  |  |                |                |             |             |     |  |       |       |       |  |
|  | Trox             | Trox             | Trox             | Trox           | -        | Sumisión         |                  |                  |  |                |                |             |             |     |  |       |       |       |  |
|  | Trox             | Trox             |                  |                |          |                  |                  |                  |  |                |                |             |             |     |  |       |       |       |  |
|  | Caiven           | Caiven           | 32:21            |                |          |                  |                  |                  |  |                |                |             |             |     |  |       |       |       |  |
|  | Caiven           | Caiven           | 32:21            |                |          |                  |                  |                  |  |                |                |             |             |     |  |       |       |       |  |
|  |                  |                  |                  |                |          |                  |                  |                  |  |                |                |             |             |     |  |       |       |       |  |

1. ↑  Originalmente, Trox era el oponente de Andrew Monrroy pero fue reemplazado por Billy B debido a una lesión antes del combate.

## Campeones

### Campeón actual
El 10 de junio de 2022 en Antofagasta, Chile, Andrew Monrroy derroto a Billy B y Hellspawn en una triple amenaza con alambre de púas.

### Lista de campeones
|    | Luchador       | N.º | Fecha                    | Días | Lugar              | Notas y referencias |
| -- | -------------- | --- | ------------------------ | ---- | ------------------ | --- |
| 1  | Chiko Draker   | 1   | 14 de diciembre de 2013  | 212  | Antofagasta, Chile | Esto sería una lucha fatal de cuatro esquinas la cual involucraría a Trox, Coyote y XL para coronarse primer campeón.                                                                             |
| 2  | Dashing        | 1   | 5 de julio de 2014       | 41   | Antofagasta, Chile | Esto sería una lucha triple amenaza la cual también involucraría a Ras-Tawa. |
| -  | Vacante        | -   | 15 de agosto de 2014     | -    | -                  | Dashing no se presentó a defender su título. |
| 3  | Chiko Draker   | 2   | 15 de agosto de 2014     | 407  | Antofagasta, Chile | Draker derroto a Kraken Energy para ganar el campeonato vacante. |
| 4  | Ras-Tawa       | 1   | 12 de septiembre de 2015 | 92   | Antofagasta, Chile | [ 4 ] |
| 5  | Alex Hero      | 1   | 13 de diciembre de 2015  | 412  | Santiago, Chile    | Ganó una batalla real de 20 hombres para convertirse en el campeón. El título pasaría a llamarse "Campeonato Nacional Chileno Indiscutido"                                                        |
| 6  | Montoya        | 1   | 28 de enero de 2017      | 365  | Santiago, Chile    | Esto sería una lucha máscara vs. título donde Montoya apostaría su máscara. |
| 7  | Sangre Chilena | 3   | 28 de enero de 2018      | 168  | Iquique, Chile     | Anteriormente Chiko Draker. |
| 8  | Marty Scurll   | 1   | 15 de julio de 2018      | 603  | Santiago, Chile    | Esto sería una lucha triple amenaza la cual también involucraría a Rex. |
| -  | Vacante        | -   | 9 de marzo de 2020       | -    | -                  | FULL dejó vacantes todos los títulos antes de suspender actividades debido a las contingencias sanitarias. El título pasaría a llamarse "Campeonato Nacional de FULL" en el 19 de octubre de 2021 |
| 9  | AFJ            | 1   | 19 de febrero de 2022    | 84   | Antofagasta, Chile | AFJ derroto a Andrew Monrroy en la final del Torneo del Desierto 2022 reactivando el título. |
| -  | Vacante        | -   | 14 de mayo de 2022       | -    | -                  | AFJ dejó el título vacante debido a una lesión. |
| 10 | Hellspawn      | 1   | 11 de junio de 2022      | 21   | Antofagasta, Chile | Hellspawn derroto a Andrew Monrroy, Hank Davidson y Kraken Energy en una lucha de mesas escaleras y sillas.                                                                                       |
| 11 | Hank Davidson  | 1   | 2 de julio de 2022       | 112  | Antofagasta, Chile | Davidson derroto a Hellspawn en una lucha de apuestas de campeonato vs cabellera. |
| 12 | Hellspawn      | 1   | 22 de octubre de 2022    | 231  | Antofagasta, Chile | Hellspawn derroto a Hank Davidson y Andrew Monrroy en una triple amenaza. |
| 13 | Andrew Monrroy | 1   | 10 de junio de 2023      | 647+ | Antofagasta, Chile | Hellspawn derroto a Billy B y Hellspawn en una triple amenaza con alambre de púas. |

### Total de días con el título
A la fecha del 18 de marzo de 2025.
| + | Indica al campeón actual. |

| N.º | Campeón        | Reinados | Total de días |
| --- | -------------- | -------- | ------------- |
| 1   | Sangre Chilena | 3        | 787           |
| 2   | Marty Scurll   | 1        | 603           |
| 3   | Álex Hero      | 1        | 412           |
| 4   | Montoya        | 1        | 365           |
| 5   | Hellspawn      | 2        | 252           |
| 6   | Hank Davidson  | 1        | 112           |
| 7   | Ras-Tawa       | 1        | 92            |
| 8   | Andrew Monrroy | 1        | 647           |
| 9   | AFJ            | 1        | 84            |
| 10  | Dashing        | 1        | 41            |

### Mayor cantidad de reinados
| Reinados | Luchador (es)  |
| -------- | -------------- |
| 3 veces  | Sangre Chilena |
| 2 veces  | Hellspawn      |